# Nati nel 1968/Gennaio
| Questa pagina contiene informazioni ricavate automaticamente dalle voci biografiche con l'ausilio del template Bio e di un bot. L'aggiornamento è periodico e automatico e ricostruisce completamente la pagina. Se manca una persona in questa lista, sei pregato di non aggiungerla, ma accertati piuttosto che la sua voce biografica contenga il template Bio e che i dati anagrafici siano correttamente compilati. Se il template Bio manca, inseriscilo tu stesso o, in alternativa, metti l'avviso {{tmp\|Bio}} che ne segnala la mancanza. Se i dati riportati sono sbagliati, correggi direttamente la voce biografica; le modifiche saranno visibili in questa lista entro pochi giorni. Per chiarimenti vedi il progetto biografie. La lista contiene solo le 330 persone che sono citate nell'enciclopedia e per le quali è stato implementato correttamente il template Bio. Pagina aggiornata al 18 ago 2025. |

- 1º gennaio - Nathalie Boutefeu, attrice e sceneggiatrice francese
- 1º gennaio - Giuseppe Capotondi, regista italiano
- 1º gennaio - Michael Deffert, attore e doppiatore tedesco († 2021)
- 1º gennaio - Antonio Grenci, ex hockeista su ghiaccio italiano
- 1º gennaio - Miki Higashino, compositrice giapponese
- 1º gennaio - Liang Chow, allenatore di ginnastica artistica e ex ginnasta cinese
- 1º gennaio - Guy Mezger, artista marziale misto statunitense
- 1º gennaio - Frédéric Monetti, ex cestista francese
- 1º gennaio - Hendrik Stedler, musicista tedesco
- 1º gennaio - Joey Stefano, attore pornografico statunitense († 1994)
- 1º gennaio - Guido Tomassucci, fantino italiano
- 1º gennaio - Davor Šuker, dirigente sportivo e ex calciatore jugoslavo
- 2 gennaio - Oleg Vladimirovič Deripaska, imprenditore russo
- 2 gennaio - Abderrazak Djahnit, ex calciatore algerino
- 2 gennaio - Cuba Gooding Jr., attore statunitense
- 2 gennaio - Anky van Grunsven, cavallerizza olandese
- 2 gennaio - Andrea Mayer, pilota motociclistica e pilota di rally tedesca
- 2 gennaio - Scott Mitchell, ex giocatore di football americano statunitense
- 2 gennaio - Evan Parke, attore giamaicano
- 2 gennaio - Oliver Strohmaier, ex saltatore con gli sci austriaco
- 2 gennaio - Gōichi Suda, autore di videogiochi giapponese
- 3 gennaio - Kelly Boucher, ex cestista canadese
- 3 gennaio - Kent Carlsson, ex tennista svedese
- 3 gennaio - Giovanna Carollo, giornalista e conduttrice televisiva italiana
- 3 gennaio - Ennio Falco, tiratore a volo italiano
- 3 gennaio - Lars Sørensen, ex nuotatore danese
- 3 gennaio - José Carlos de Souza Campos, arcivescovo cattolico brasiliano
- 4 gennaio - Vjačeslav Aleksandrovič Aleksandrov, militare sovietico († 1988)
- 4 gennaio - Jesús Clavería, ex giocatore di calcio a 5 spagnolo
- 4 gennaio - Gian Paolo Cugno, regista cinematografico e sceneggiatore italiano
- 4 gennaio - Marcelo Fracchia, ex calciatore uruguaiano
- 4 gennaio - Valeska Grisebach, regista tedesca
- 4 gennaio - Andreas Pott, sociologo tedesco
- 4 gennaio - Leonid Sluckij, politico russo
- 4 gennaio - Michihiro Tsuruta, ex calciatore giapponese
- 4 gennaio - Boris Šerić, generale croato
- 5 gennaio - DJ BoBo, cantante, compositore e ballerino svizzero
- 5 gennaio - Andrea Cionna, atleta paralimpico italiano
- 5 gennaio - Roberto Dalla Vecchia, chitarrista, compositore e cantante italiano
- 5 gennaio - Stan Drulia, allenatore di hockey su ghiaccio e ex hockeista su ghiaccio statunitense
- 5 gennaio - Juan Espil, ex cestista argentino
- 5 gennaio - Andrzej Gołota, ex pugile polacco
- 5 gennaio - Tom Holland, scrittore, storico e sceneggiatore britannico
- 5 gennaio - Carrie Ann Inaba, ballerina, coreografa e personaggio televisivo statunitense
- 5 gennaio - Gabdulla Kassenov, ex giocatore di calcio a 5 kazako
- 5 gennaio - Chavi Ladaga, allenatore di calcio a 5 e ex giocatore di calcio a 5 spagnolo
- 5 gennaio - Lin Kun-Han, ex giocatore di baseball taiwanese
- 5 gennaio - Rufin Lué, ex calciatore ivoriano
- 5 gennaio - Leila Meskhi, ex tennista georgiana
- 5 gennaio - Gennaro Monaco, allenatore di calcio e ex calciatore italiano
- 5 gennaio - Helmut Wolf, sciatore alpino italiano († 2013)
- 6 gennaio - Nicolas Dupuis, allenatore di calcio, dirigente sportivo e ex calciatore francese
- 6 gennaio - Rolando Ferri, latinista e filologo classico italiano
- 6 gennaio - Claudia Grigorescu, ex schermitrice rumena
- 6 gennaio - Alberto Nardi, allenatore di calcio e ex calciatore italiano
- 6 gennaio - John Singleton, regista, sceneggiatore e produttore cinematografico statunitense († 2019)
- 7 gennaio - Giampiero Brunelli, storico italiano
- 7 gennaio - Andrej Černyšov, allenatore di calcio e ex calciatore sovietico
- 7 gennaio - Georgi Gospodinov, scrittore e poeta bulgaro
- 7 gennaio - Þorsteinn Halldórsson, allenatore di calcio e ex calciatore islandese
- 7 gennaio - Vladimir Malachov, ex ballerino e direttore artistico sovietico
- 7 gennaio - Mike Rosati, allenatore di hockey su ghiaccio e ex hockeista su ghiaccio canadese
- 7 gennaio - Carl Schlyter, politico svedese
- 7 gennaio - Søren Sveistrup, scrittore e sceneggiatore danese
- 7 gennaio - Mohamed Trabelsi, ex calciatore tunisino
- 8 gennaio - Roberto Cassio, ex nuotatore italiano
- 8 gennaio - Giovanni De Benedictis, ex marciatore italiano
- 8 gennaio - Paul Howe, ex nuotatore britannico
- 8 gennaio - Bull Nakano, ex wrestler giapponese
- 8 gennaio - DJ Gruff, rapper, disc jockey e beatmaker italiano
- 8 gennaio - Catalina Saavedra, attrice cilena
- 8 gennaio - Francis Severeyns, ex calciatore belga
- 9 gennaio - Joey Lauren Adams, attrice statunitense
- 9 gennaio - Silver King, wrestler e attore messicano († 2019)
- 9 gennaio - Daniel Caduff, ex sciatore alpino svizzero
- 9 gennaio - Cheah Soon Kit, ex giocatore di badminton malese
- 9 gennaio - Franck Dumas, allenatore di calcio e ex calciatore francese
- 9 gennaio - Frédéric Fonteyne, regista belga
- 9 gennaio - Pam MacKinnon, regista teatrale statunitense
- 9 gennaio - Jason Polak, ex calciatore e ex giocatore di calcio a 5 australiano
- 9 gennaio - Francesco Tudisco, allenatore di calcio e ex calciatore italiano
- 10 gennaio - Luca Amorosino, attore italiano
- 10 gennaio - Chen Shu-jen, ex cestista taiwanese
- 10 gennaio - Gino Latino, disc jockey italiano
- 10 gennaio - Dominic Iorfa, ex calciatore nigeriano
- 10 gennaio - Keziah Jones, cantautore nigeriano
- 10 gennaio - Lyle ed Erik Menéndez, serial killer statunitense
- 10 gennaio - Attila Repka, ex lottatore ungherese
- 10 gennaio - Luca Sacchi, ex nuotatore e commentatore televisivo italiano
- 11 gennaio - Giuseppe Antoci, politico italiano
- 11 gennaio - Titus Corlățean, politico e avvocato rumeno
- 11 gennaio - Fatos Daja, ex calciatore albanese
- 11 gennaio - Aurora Dragoș, ex cestista rumena
- 11 gennaio - Tom Dumont, musicista e produttore discografico statunitense
- 11 gennaio - Saša Ḱiriḱ, ex calciatore macedone
- 11 gennaio - Junji Koizumi, ex calciatore giapponese
- 11 gennaio - Emilijo Kovačić, ex cestista e allenatore di pallacanestro croato
- 11 gennaio - Roberta Lanzarotti, ex nuotatrice italiana
- 11 gennaio - Benjamin List, chimico tedesco
- 11 gennaio - Dario Morello, ex calciatore italiano
- 11 gennaio - Larry Robinson, ex cestista statunitense
- 11 gennaio - Alberto San Juan, attore e drammaturgo spagnolo
- 11 gennaio - Aglaia Szyszkowitz, attrice austriaca
- 11 gennaio - Fabrizio Turco, giornalista e scrittore italiano
- 12 gennaio - Guillermo Cantú, ex calciatore messicano
- 12 gennaio - Wes Cotton, ex rugbista a 13 inglese
- 12 gennaio - Davide Del Popolo Riolo, scrittore di fantascienza italiano
- 12 gennaio - Joaquín Guillén, ex calciatore costaricano
- 12 gennaio - Rachael Harris, attrice statunitense
- 12 gennaio - Jun'ichi Masuda, compositore e autore di videogiochi giapponese
- 12 gennaio - Mauro Silva, ex calciatore brasiliano
- 12 gennaio - Laura Mañá, attrice, regista e sceneggiatrice spagnola
- 12 gennaio - John Jackson Miller, fumettista statunitense
- 12 gennaio - Heather Mills, ex modella e attivista britannica
- 12 gennaio - Phil Spencer, dirigente d'azienda statunitense
- 13 gennaio - Traci Bingham, attrice e modella statunitense
- 13 gennaio - Barbara Capponi, giornalista e conduttrice televisiva italiana
- 13 gennaio - Gabriel Correa, allenatore di calcio e ex calciatore uruguaiano
- 13 gennaio - Andreas Evers, allenatore di sci alpino e ex sciatore alpino austriaco
- 13 gennaio - Alessandro Giorgioni, militare italiano († 2004)
- 13 gennaio - Andy Jassy, manager statunitense
- 13 gennaio - B-Legit, rapper statunitense
- 13 gennaio - Kim Gun-mo, cantautore sudcoreano
- 13 gennaio - Renato Mazzoncini, dirigente d'azienda italiano
- 13 gennaio - Cody McFadyen, scrittore statunitense († 2023)
- 13 gennaio - Gianni Morbidelli, pilota automobilistico italiano
- 13 gennaio - Pat Onstad, allenatore di calcio e ex calciatore canadese
- 13 gennaio - Mohamed Salim, ex calciatore emiratino
- 13 gennaio - Antonio Tartaglia, ex bobbista italiano
- 13 gennaio - Chara, cantautrice e attrice giapponese
- 13 gennaio - Mike Whitlow, dirigente sportivo e ex calciatore inglese
- 14 gennaio - Roberto Carvelli, giornalista e scrittore italiano
- 14 gennaio - Ruel Fox, allenatore di calcio e ex calciatore inglese
- 14 gennaio - Johnni Black, ex attrice pornografica statunitense
- 14 gennaio - Marc Keller, dirigente sportivo e ex calciatore francese
- 14 gennaio - LL Cool J, rapper e attore statunitense
- 14 gennaio - Euthymīs Mpakatsias, ex cestista greco
- 14 gennaio - Antonio Vitale, pittore italiano
- 14 gennaio - Wu Bai, cantautore, attore e conduttore televisivo taiwanese
- 14 gennaio - Krystyna Zabawska, ex pesista polacca
- 15 gennaio - Bull Buchanan, ex wrestler statunitense
- 15 gennaio - Adnan Erkan, ex calciatore turco
- 15 gennaio - Mário Ferreira, imprenditore portoghese
- 15 gennaio - Andrea Holíková, ex tennista cecoslovacca
- 15 gennaio - Chad Lowe, attore, sceneggiatore e regista statunitense
- 15 gennaio - Manetti Bros., regista, sceneggiatore e produttore cinematografico italiano
- 15 gennaio - Tom Murphy, attore irlandese († 2007)
- 15 gennaio - Timothy Olyphant, attore statunitense
- 15 gennaio - Felton Spencer, cestista statunitense († 2023)
- 15 gennaio - Iñaki Urdangarin, ex pallamanista spagnolo
- 15 gennaio - Waguinho, ex giocatore di calcio a 5 brasiliano
- 16 gennaio - Venedykt Aleksijčuk, vescovo cattolico ucraino
- 16 gennaio - Danni Ashe, ex attrice pornografica statunitense
- 16 gennaio - Anders Bagge, compositore, paroliere e produttore discografico svedese
- 16 gennaio - Andrea Bruciati, storico dell'arte italiano
- 16 gennaio - David Chokachi, attore statunitense
- 16 gennaio - Silvio Dellagiovanna, ex calciatore italiano
- 16 gennaio - Silvino Fusati, cestista italiano († 2020)
- 16 gennaio - Bobby Rolofson, attore statunitense († 1984)
- 16 gennaio - Pavel Janáček, storico della letteratura e critico letterario ceco
- 16 gennaio - Fabijan Komljenović, allenatore di calcio e ex calciatore croato
- 16 gennaio - Atticus Ross, musicista, compositore e produttore discografico britannico
- 16 gennaio - Rebecca Stead, scrittrice statunitense
- 16 gennaio - Richard Wallace, ex rugbista a 15 e aviatore irlandese
- 17 gennaio - Massimiliano Cappioli, allenatore di calcio e ex calciatore italiano
- 17 gennaio - Scott Clendenin, bassista statunitense († 2015)
- 17 gennaio - Ettore Ferraroni, ex calciatore italiano
- 17 gennaio - Randy Hanson, ex giocatore di football americano e allenatore di football americano statunitense
- 17 gennaio - Louis Lombardi, attore statunitense
- 17 gennaio - Svetlana Masterkova, ex mezzofondista russa
- 17 gennaio - Ilja Leonard Pfeijffer, poeta e scrittore olandese
- 17 gennaio - Mathilde Seigner, attrice francese
- 17 gennaio - Hideaki Sena, scrittore giapponese
- 18 gennaio - David Ayer, sceneggiatore, regista e produttore cinematografico statunitense
- 18 gennaio - Gérard Balanche, ex saltatore con gli sci svizzero
- 18 gennaio - Frank Quitely, fumettista scozzese
- 18 gennaio - Armin Falk, economista tedesco
- 18 gennaio - Dragana Mirković, cantante serba
- 18 gennaio - Roberto Periccioli, militare italiano
- 18 gennaio - Siniša Školneković, allenatore di pallanuoto e pallanuotista croato
- 18 gennaio - Antonio de la Torre, attore spagnolo
- 19 gennaio - Geert Buvé, ex giocatore di calcio a 5 belga
- 19 gennaio - Luis Chérrez, ex calciatore ecuadoriano
- 19 gennaio - Marty Conlon, ex cestista statunitense
- 19 gennaio - Cinzia Genualdo, ex cestista e allenatrice di pallacanestro italiana
- 19 gennaio - Matt Hill, doppiatore canadese
- 19 gennaio - Timo Lange, dirigente sportivo, allenatore di calcio e ex calciatore tedesco
- 19 gennaio - Vincenzo Massa, ex pallanuotista e allenatore di pallanuoto italiano
- 19 gennaio - Stefano Muccioli, allenatore di calcio e ex calciatore sammarinese
- 19 gennaio - Dmitrij Poljakov, ex tennista ucraino
- 19 gennaio - Dietmar Thöni, ex sciatore alpino austriaco
- 19 gennaio - Ivano Toccaceli, ex calciatore sammarinese
- 19 gennaio - Knut Olav Åmås, scrittore e giornalista norvegese
- 20 gennaio - Muxammedkalıy Abılgaziev, politico kirghiso
- 20 gennaio - Nick Anderson, ex cestista statunitense
- 20 gennaio - Laura Bettega, ex fondista italiana
- 20 gennaio - Alfred Cannan, politico mannese
- 20 gennaio - Lina Dambrauskaitė, ex cestista lituana
- 20 gennaio - Gabriele Debbia, pilota motociclistico italiano
- 20 gennaio - Roberto Enríquez, attore spagnolo
- 20 gennaio - Fantastic Negrito, cantautore e chitarrista statunitense
- 20 gennaio - Marco Gabbiadini, ex calciatore inglese
- 20 gennaio - Huang Jianxiang, giornalista cinese
- 20 gennaio - Chris Miller, doppiatore, animatore e regista statunitense
- 20 gennaio - Lisa Monaco, politica e giurista statunitense
- 20 gennaio - Chris Ousey, cantante britannico
- 20 gennaio - Marie Fabien Raharilamboniaina, vescovo cattolico malgascio
- 20 gennaio - Giovanni Savio, ex cestista italiano
- 20 gennaio - Andrea Sgorlon, ex rugbista a 15 e allenatore di rugby a 15 italiano
- 20 gennaio - Massimo Trevisan, ex nuotatore italiano
- 21 gennaio - Paolo Ciucchi, ex calciatore italiano
- 21 gennaio - Artur Dmitriev, ex pattinatore artistico su ghiaccio sovietico
- 21 gennaio - Dmitrij Fomin, ex pallavolista, allenatore di pallavolo e dirigente sportivo sovietico
- 21 gennaio - Anja Hazekamp, politica olandese
- 21 gennaio - Dale Hodges, ex cestista e allenatrice di pallacanestro statunitense
- 21 gennaio - Sébastien Lifshitz, regista e sceneggiatore francese
- 21 gennaio - John Macaluso, batterista statunitense
- 21 gennaio - Todd Morse, chitarrista, bassista e cantante statunitense
- 21 gennaio - Alex Nelcha, ex cestista e allenatore di pallacanestro venezuelano
- 21 gennaio - Charlotte Ross, attrice statunitense
- 21 gennaio - Il'ja Smiryn, scacchista israeliano
- 21 gennaio - Víctor Sotomayor, ex calciatore argentino
- 22 gennaio - Attila Bartis, scrittore e fotografo romeno
- 22 gennaio - Raquel Cassidy, attrice britannica
- 22 gennaio - Alessandro De Virgilio, giornalista italiano
- 22 gennaio - Franka Dietzsch, ex discobola tedesca
- 22 gennaio - Guy Fieri, autore televisivo e personaggio televisivo statunitense
- 22 gennaio - Mike Iuzzolino, ex cestista e allenatore di pallacanestro statunitense
- 22 gennaio - Frank Lebœuf, attore e ex calciatore francese
- 22 gennaio - Heath, bassista e compositore giapponese († 2023)
- 22 gennaio - Mauricio Serna, ex calciatore colombiano
- 22 gennaio - Alain Sutter, ex calciatore svizzero
- 22 gennaio - Sergej Poljakov, ex tiratore a segno russo
- 23 gennaio - Harry Burton, giornalista e fotografo australiano († 2001)
- 23 gennaio - Jo Champa, attrice, modella e giornalista statunitense
- 23 gennaio - Simon Cumbers, giornalista irlandese († 2004)
- 23 gennaio - Vittorio Grassi, architetto italiano
- 23 gennaio - Judit Halász, ex cestista ungherese
- 23 gennaio - Petr Korda, allenatore di tennis e ex tennista ceco
- 23 gennaio - Stéphane Lauvergne, ex cestista francese
- 23 gennaio - Christian Rocca, giornalista, scrittore e blogger italiano
- 23 gennaio - Marco Rondini, politico italiano
- 23 gennaio - Derek Schmidt, politico statunitense
- 23 gennaio - Axel Sundermann, allenatore di calcio, procuratore sportivo e ex calciatore tedesco
- 23 gennaio - Yasuhiro Takato, doppiatore giapponese
- 24 gennaio - Luca Crovi, scrittore italiano
- 24 gennaio - Fernando Escartín, ex ciclista su strada spagnolo
- 24 gennaio - Antony Garrett Lisi, fisico statunitense
- 24 gennaio - Tymerlan Husejnov, ex calciatore ucraino
- 24 gennaio - Michael Kiske, cantante tedesco
- 24 gennaio - Michele Lazazzera, ex velocista italiano
- 24 gennaio - Heather McAdam, attrice statunitense
- 24 gennaio - Mónica Molina, cantante spagnola
- 24 gennaio - Mary Lou Retton, ex ginnasta statunitense
- 24 gennaio - Giovanni Stroppa, allenatore di calcio e ex calciatore italiano
- 24 gennaio - Carlos Turrubiates, allenatore di calcio e ex calciatore messicano
- 24 gennaio - Gert Verhulst, attore, sceneggiatore e regista belga
- 24 gennaio - Wang Huifeng, ex schermitrice cinese
- 24 gennaio - Chris Warren, ex giocatore di football americano statunitense
- 25 gennaio - Giulia Cosenza, politica italiana
- 25 gennaio - Martin Fiala, ex sciatore alpino e sciatore freestyle tedesco
- 25 gennaio - Usamaru Furuya, fumettista giapponese
- 25 gennaio - Rodrigo Gómez, ex calciatore cileno
- 25 gennaio - Luc Krotwaar, ex maratoneta e ex mezzofondista olandese
- 25 gennaio - Brent Lang, ex nuotatore statunitense
- 25 gennaio - Eric Orie, allenatore di calcio e ex calciatore olandese
- 25 gennaio - Matthias Wahls, scacchista e giocatore di poker tedesco
- 26 gennaio - Laurent Banide, allenatore di calcio e ex calciatore francese
- 26 gennaio - Eric Davis, ex giocatore di football americano statunitense
- 26 gennaio - Adrian Józef Galbas, arcivescovo cattolico polacco
- 26 gennaio - Jan Jansson, ex calciatore svedese
- 26 gennaio - Reggie Jordan, ex cestista e allenatore di pallacanestro statunitense
- 26 gennaio - Takeshi Koike, animatore, illustratore e regista giapponese
- 26 gennaio - Jesse Malin, cantautore statunitense
- 26 gennaio - Andrea Valente, scrittore e illustratore italiano
- 27 gennaio - Mike Patton, cantante, polistrumentista e compositore statunitense
- 27 gennaio - Patrick Blondeau, ex calciatore francese
- 27 gennaio - Pino Cabras, politico e giornalista italiano
- 27 gennaio - Lucia Tilde Ingrosso, giornalista e scrittrice italiana
- 27 gennaio - Werner Reiterer, ex discobolo e pesista australiano
- 27 gennaio - Matt Stover, ex giocatore di football americano statunitense
- 27 gennaio - Tricky, musicista britannico
- 27 gennaio - Maurício de Lima, ex pallavolista brasiliano
- 28 gennaio - Germano Bonaveri, cantautore italiano
- 28 gennaio - Rakim, rapper e attivista statunitense
- 28 gennaio - Marnie McBean, ex canottiera canadese
- 28 gennaio - Sarah McLachlan, cantautrice canadese
- 28 gennaio - DJ Muggs, disc jockey e produttore discografico statunitense
- 28 gennaio - Rubén Pereira, ex calciatore uruguaiano
- 28 gennaio - Viviana Saccone, attrice argentina
- 28 gennaio - Luca Scinto, dirigente sportivo e ex ciclista su strada italiano
- 28 gennaio - Sun Bowei, allenatore di calcio e ex calciatore cinese
- 28 gennaio - Tore Torvbråten, ex giocatore di curling norvegese
- 28 gennaio - Yun Yeong-mi, ex cestista sudcoreana
- 29 gennaio - Edmond Abazi, ex calciatore albanese
- 29 gennaio - Andrea Brogioni, ex pallavolista italiano
- 29 gennaio - Edward Burns, attore, regista e sceneggiatore statunitense
- 29 gennaio - Jiří Časko, ex calciatore ceco
- 29 gennaio - Monte Cook, autore di giochi e scrittore statunitense
- 29 gennaio - Julianne Dalcanton, astronoma statunitense
- 29 gennaio - Susi Erdmann, ex slittinista e ex bobbista tedesca
- 29 gennaio - Harold Green, ex giocatore di football americano statunitense
- 29 gennaio - Steffen Hoos, ex biatleta tedesco
- 29 gennaio - Margaret Morton, ex giocatrice di curling britannica
- 29 gennaio - Roberto Piazza, ex pallavolista e allenatore di pallavolo italiano
- 29 gennaio - Mario Sechi, giornalista italiano
- 29 gennaio - Glenn Slater, paroliere e compositore statunitense
- 29 gennaio - Aeneas Williams, ex giocatore di football americano statunitense
- 29 gennaio - Parker Williams, ex attore pornografico statunitense
- 30 gennaio - Eddy Bouwmans, ex ciclista su strada olandese
- 30 gennaio - Agostino Casale, ex hockeista su ghiaccio canadese
- 30 gennaio - Trevor Dunn, bassista statunitense
- 30 gennaio - Filippo VI di Spagna, re spagnolo
- 30 gennaio - Stanislav Kameník, ex cestista ceco
- 30 gennaio - Bob Nardella, allenatore di hockey su ghiaccio e ex hockeista su ghiaccio statunitense
- 31 gennaio - Sylvain Booene, ex calciatore francese
- 31 gennaio - John Collins, allenatore di calcio e ex calciatore scozzese
- 31 gennaio - Radenko Dobraš, ex cestista jugoslavo
- 31 gennaio - Victor Feddersen, canottiere danese
- 31 gennaio - Markus Foser, ex sciatore alpino liechtensteinese
- 31 gennaio - Silvio Giusti, ex calciatore italiano
- 31 gennaio - Saidali Iuldachev, scacchista uzbeko
- 31 gennaio - Brian Kirk, regista britannico
- 31 gennaio - Paul Miller, ex calciatore inglese
- 31 gennaio - Doug Pederson, ex giocatore di football americano e allenatore di football americano statunitense
- 31 gennaio - Joy Salinas, cantante filippina
- 31 gennaio - Semisi Sika, politico tongano
- 31 gennaio - Michael Sinclair, ex giocatore di football americano e allenatore di football americano statunitense
- 31 gennaio - Patrick Stevens, ex velocista belga
- 31 gennaio - Birte Weigang, ex nuotatrice tedesca